# Дискография Cannibal Corpse
Дискография американской брутал-дэт-метал группы Cannibal Corpse, включает в себя четырнадцать студийных альбомов, один концертных альбом и два мини-альбома.
В 1994 году они выпустили The Bleeding, дебютную пластинку с Барреттом и последний альбом с вокалистом Крисом Барнсом, который покинул группу, чтобы сконцентрироваться на своем сайд-проекте Six Feet Under.
Тематика всех песен группы связаны с ужасами, людоедством, убийством, насилием, изнасилованием, некрофилией, педофилией, зомби.

## Студийные альбомы
| Год  | Альбом                                                                                                 | Позиция в чартах | Позиция в чартах | Позиция в чартах | Позиция в чартах | Позиция в чартах | Позиция в чартах | Позиция в чартах | Позиция в чартах | Позиция в чартах | Позиция в чартах |
| Год  | Альбом                                                                                                 | US               | US Heat.         | US Ind.          | AT               | BE               | FI               | FR               | DE               | SE               | GB               |
| ---- | --- | ---------------- | ---------------- | ---------------- | ---------------- | ---------------- | ---------------- | ---------------- | ---------------- | ---------------- | ---------------- |
| 1990 | Eaten Back to Life - Релиз: Август 17, 1990 - Лейбл: Metal Blade (ZORRO #12) - Формат: CD, CS, LP      | —                | —                | —                | —                | —                | —                | —                | —                | —                | —                |
| 1991 | Butchered at Birth - Релиз: Июль 1, 1991 - Лейбл: Metal Blade (ZORRO #26) - Формат: CD, CS, LP         | —                | —                | —                | —                | —                | —                | —                | —                | —                | —                |
| 1992 | Tomb of the Mutilated - Релиз: Сентябрь 22, 1992 - Лейбл: Metal Blade (ZORRO #49) - Формат: CD, CS, LP | —                | —                | —                | —                | —                | —                | —                | —                | —                | —                |
| 1994 | The Bleeding - Релиз: Апрель 12, 1994 - Лейбл: Metal Blade (ZORRO #67) - Формат: CD, CS, LP            | —                | 30               | —                | —                | —                | —                | —                | —                | —                | —                |
| 1996 | Vile - Релиз: Май 21, 1996 - Лейбл: Metal Blade (#3984-14204-2) - Формат: CD, LP                       | 151              | 10               | —                | —                | —                | —                | —                | —                | —                | —                |
| 1998 | Gallery of Suicide - Релиз: Апрель 21, 1998 - Лейбл: Metal Blade (#3984-14251-2) - Формат: CD, LP      | —                | 22               | —                | —                | —                | —                | —                | —                | —                | —                |
| 1999 | Bloodthirst - Релиз: Октябрь 19, 1999 - Лейбл: Metal Blade (#3984-14277-2) - Формат: CD, LP            | —                | 32               | —                | —                | —                | —                | —                | —                | —                | —                |
| 2002 | Gore Obsessed - Релиз: Февраль 26, 2002 - Лейбл: Metal Blade (#3984-14390-2) - Формат: CD, LP          | —                | 28               | 11               | —                | —                | —                | —                | 71               | —                | —                |
| 2004 | The Wretched Spawn - Релиз: Февраль 24, 2004 - Лейбл: Metal Blade (#3984-14469-2) - Формат: CD         | —                | 27               | 20               | —                | —                | —                | 136              | 74               | —                | —                |
| 2006 | Kill - Релиз: Март 21, 2006 - Лейбл: Metal Blade (#3984-14560-2) - Формат: CD                          | 170              | 6                | 16               | —                | —                | —                | 187              | 59               | —                | —                |
| 2009 | Evisceration Plague - Релиз: Февраль 3, 2009 - Лейбл: Metal Blade (#14718) - Формат: CD, LP            | 66               | —                | 6                | 41               | 71               | 25               | —                | 42               | —                | —                |
| 2012 | Torture - Релиз: Март 13, 2012 - Лейбл: Metal Blade - Формат: CD                                       | 38               | —                | 7                | 40               | 95               | 35               | 139              | 40               | 37               | 126              |
| 2014 | A Skeletal Domain - Релиз: Сентябрь 16, 2014 - Лейбл: Metal Blade - Формат: CD                         | 32               |                  | 5                | 28               | 128              | 26               | 127              | 21               |                  | 165              |
| 2017 | Red Before Black - Релиз: Ноябрьr 7, 2017 - Лейбл: Metal Blade                                         | 95               |                  | 4                | 29               | 70               | 33               | 172              | 16               |                  | —                |
| 2021 | Violence Unimagined - Релиз: Апрель 16, 2021 - Лейбл: Metal Blade                                      |                  |                  |                  |                  |                  |                  |                  |                  |                  |                  |

## Мини-альбомы
| Год  | Альбом                                                                                                   |
| ---- | --- |
| 1993 | Hammer Smashed Face - Дата выхода: 23 марта 1993 года - Лейбл: Metal Blade (ZORRO #57) - Форматы: CD, LP |
| 2003 | Worm Infested - Дата выхода: 1 июля 2003 года - Лейбл: Metal Blade (#3984-14432-2) - Форматы: CD, LP     |

## Концертные альбомы
| Год  | Альбом                                                                                                   |
| ---- | --- |
| 2000 | Live Cannibalism - Дата выхода: 16 сентября 2000 года - Лейбл: Metal Blade (#3984-14303-2) - Форматы: CD |

## Концертное Видео (DVD)
| Год  | Видео                                                                                             |
| ---- | ------------------------------------------------------------------------------------------------- |
| 1997 | Monolith of Death Tour '96-'97 - Релиз: 25 ноября, 1997 - Лейбл: Metal Blade - Формат: VHS, DVD   |
| 2000 | Live Cannibalism - Релиз: 16 сентября, 2000 - Лейбл: Metal Blade - Формат: VHS, DVD               |
| 2003 | 15 Year Killing Spree - Релиз: 4 ноября, 2003 - Лейбл: Metal Blade - Формат: CD, DVD              |
| 2008 | Centuries of Torment: The First 20 Years - Релиз: 8 июля, 2008 - Лейбл: Metal Blade - Формат: DVD |

## Видеоклипы
| Год  | Видео                                  | Режиссёр         |
| ---- | -------------------------------------- | ---------------- |
| 1994 | «Staring Through the Eyes of the Dead» | Дэвид Рот        |
| 1996 | «Devoured by Vermin»                   | Дэвид Рот        |
| 1998 | «Sentenced to Burn»                    | Дэвид Рот        |
| 2004 | «Decency Defied»                       | Остин Родес      |
| 2006 | «Make Them Suffer»                     | Дэн Доби         |
| 2006 | «Death Walking Terror»                 | Дэн Доби         |
| 2009 | «Evisceration Plague»                  | Дейл Рестегини   |
| 2010 | «Priests of Sodom»                     | Кевин Дж. Кастер |
| 2012 | «Encased in Concrete»                  | Дэвид Бродский   |